# Paul-Henri Meyers
Pour les articles homonymes, voir Meyers.
Paul-Henri Meyers est un homme politique luxembourgeois.

## Biographie
Né le 1er janvier 1937, Paul-Henri Meyers est docteur en droit.
Il a été membre de la Chambre des députés de 1999 à 2018, où il représentait le Parti populaire chrétien-social.

## Détail des mandats et fonctions

### Membre de la Chambre des Députés
- Député du 13/11/2013 au 30/10/2018
- Député du 08/07/2009 au 06/10/2013
- Député du 13/07/2004 au 07/06/2009
- Député du 12/08/1999 au 05/06/2004

### Fonctions
- Membre du Parti chrétien social depuis 1965
- Membre du groupe politique chrétien-social
- Vice-Président de la Commission des Institutions et de la Révision constitutionnelle depuis le 05/12/2013
- Membre de la Commission du Règlement depuis le 05/12/2013
- Membre de la Commission du Logement depuis le 05/12/2013
- Membre de la Commission de la Fonction publique et de la Réforme administrative depuis le 05/12/2013
- Membre de la Commission juridique depuis le 05/12/2013
- Membre de la Commission du Travail, de l'Emploi et de la Sécurité sociale depuis le 05/12/2013

### Fonctions antérieures
- Vice-Président de la Commission d'enquête sur le Service de Renseignement de l'Etat du 17/12/2012 au 06/10/2013
- Membre de la Commission d'enquête sur le Service de Renseignement de l'Etat du 11/12/2012 au 17/12/2012
- Membre de la Commission du Règlement du 16/11/2011 au 06/10/2013
- Membre du Groupe de Travail "Conférence des Présidents des Commissions permanentes" du 17/03/2011 au 06/10/2013
- Membre de la Commission de la Santé et de la Sécurité sociale du 28/07/2009 au 06/10/2013
- Membre de la Commission du Logement du 28/07/2009 au 06/10/2013
- Président de la Commission des Institutions et de la Révision constitutionnelle du 28/07/2009 au 06/10/2013
- Membre de la Commission de la Fonction publique et de la Simplification administrative du 28/07/2009 au 06/10/2013
- Membre de la Commission de la Famille, de la Jeunesse et de l'Egalité des chances du 28/07/2009 au 06/10/2013
- Membre de la Commission juridique du 28/07/2009 au 06/10/2013
- Membre de la Commission de la Santé et de la Sécurité sociale du 03/08/2004 au 07/06/2009
- Membre de la Commission de la Santé et de la Sécurité sociale du 12/08/1999 au 05/06/2004
- Membre de la Commission spéciale "Réorganisation territoriale du Luxembourg" du 19/01/2005 au 03/07/2008
- Membre de la Commission juridique du 03/08/2004 au 07/06/2009
- Président de la Commission des Institutions et de la Révision constitutionnelle du 03/08/2004 au 07/06/2009
- Membre de la Commission de la Fonction publique et de la Réforme administrative, des Media et des Communications du 03/08/2004 au 07/06/2009
- Membre de la Commission du Travail et de l'Emploi du 12/08/1999 au 05/06/2004
- Membre de la Commission juridique du 12/08/1999 au 05/06/2004
- Membre de la Commission de la Fonction publique et de la Réforme administrative du 12/10/1999 au 05/06/2004
- Membre de la Commission de la Famille, de la Solidarité sociale et de la Jeunesse du 12/08/1999 au 05/06/2004
- Président de la Commission des Institutions et de la Révision constitutionnelle du 12/08/1999 au 05/06/2004

### Mandats communaux et professions
- Docteur en Droit
- Conseiller , Gouvernement jusqu'en 1982
- Membre effectif , Comité des Régions de l'Union Européenne depuis le 13/12/2000
- Membre du Comité Syvicol, Syndicat des villes et communes lux. depuis le 27/03/2000
- Membre suppléant, Comité des Régions de l'Union Européenne de 06/1996 au 13/12/2000
- Premier Echevin , Ville de Luxembourg du 01/01/1997 au 09/11/2005
- Conseiller communal, Ville de Luxembourg du 14/06/1982 au 31/12/1996
- Vice-Président, Conseil d'Etat du 17/08/1994 au 11/08/1999
- Membre, Conseil d'Etat du 28/11/1985 au 16/08/1994
- Ancien Président , Fonds National de Solidarité
- Ancien Président , Caisse nationale des Prestations familiales
- Ancien Président , Caisse de Pension des Employés Privés